# Wight Bank
Wight Bank je mala, potpuno potopljena struktura atola na jugozapadu otočja Chagos, u Indijskom oceanu. Nalazi se 6 km prema JI od jugoistočnog vrha Pitt Banka na 7°25′S 71°32′E / 7.417°S 71.533°E.
Promjera je manje od 2 km, a ukupna površina mu je oko 3 km. Najbliži komad kopna je Île Sud-Est, otok atola Egmont, na 80 km SSZ. Diego Garcia je 94 km istočno.
Wight Bank je prvi put zabilježen 1886.